# Tenyo Maru (Schiff, 1935)
Die Tenyo Maru war ein ursprünglich ziviles japanisches Frachtschiff, das während des Zweiten Weltkriegs durch die Kaiserlich Japanische Marine als Minenschiff (Hilfsminenleger) genutzt und Anfang 1942 versenkt wurde.

## Geschichte

### Einsatz im Liniendienst
Die Tenyo Maru wurde am 3. Juli 1934 für die Tōyō Kisen K. K. bei der Werft von Mitsubishi in Nagasaki auf Kiel gelegt. Der Stapellauf erfolgte am 22. Januar 1935 und die Indienststellung am 28. März 1935. Anschließend wurde das Schiff an die Mitsui Bussan verchartert, welche es im Liniendienst zwischen Häfen in den Vereinigten Staaten, der Sowjetunion und Venezuela einsetzte.

### Einsatz bei der Marine
Am 9. September 1941 wurde das Schiff durch die Kaiserlich Japanische Marine übernommen und ab dem 15. September auf der Harima-Werft in Aioi zum Minenschiff (Hilfsminenleger) umgebaut – Einrüstung von einem Geschütz am Bug und Ausrüstung zum Legen von Seeminen – was bis zum 31. Oktober 1941 abgeschlossen wurde. Anschließend wurde die Tenyo Maru durch Kaigun-taisa (Kapitän zur See) Yuzo Ishido in Dienst gestellt und bildete zusammen mit der Okinoshima und Tokiwa die 19. Minenleger-Division unter dem Kommando von Kaigun-shōshō (Konteradmiral) Shima Kiyohide, welche der 4. Flotte zugeteilt war.

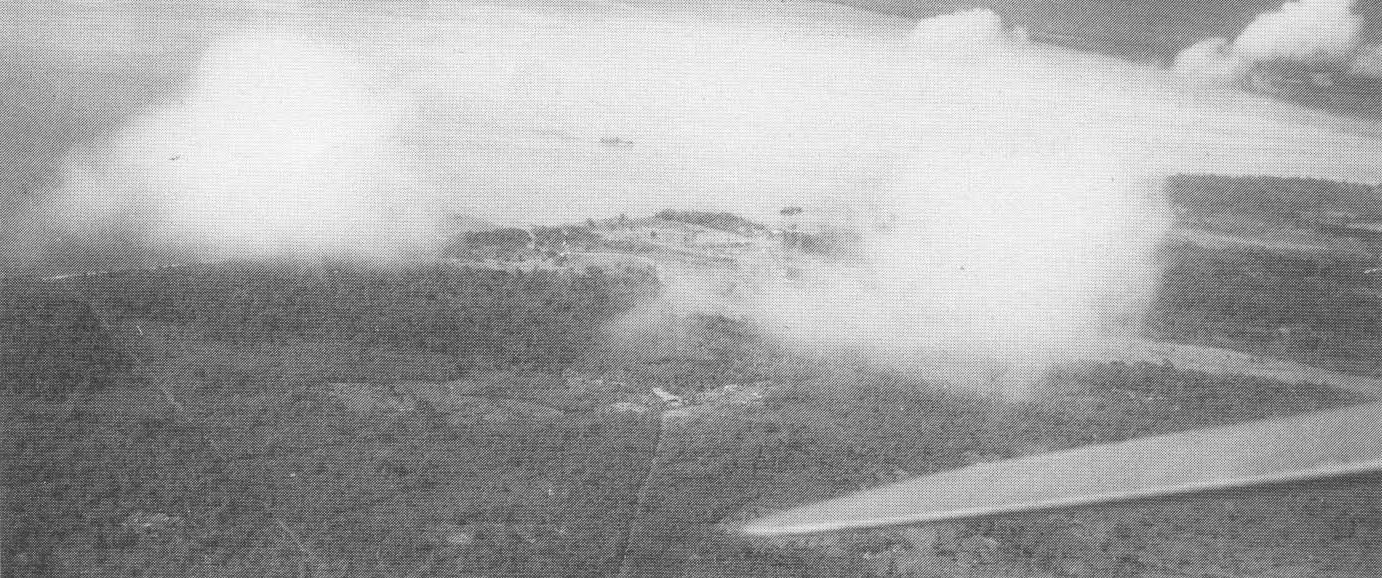
Lae beim Luftangriff am 10. März 1942

Nach dem japanischen Angriff auf Pearl Harbor und damit dem Eintritt der Vereinigten Staaten und deren Alliierten in den Pazifikkrieg wurde die Tenyo Maru im Rahmen der „Operation Gi“ (Landung auf den Gilbertinseln) im Dezember 1941 für Personal- und Materialtransport eingesetzt. Diesem folgte im Januar 1942 die gleiche Aufgabe im Rahmen der „Operation R“ (Schlacht um Rabaul).
Am 25. Februar 1942 wurden bei dem in Rabaul liegenden Schiff Truppen für die „Operation SR“ (Invasion von Lae und Salamaua) auf Neuguinea eingeschifft. Am 5. März 1942 um 13 Uhr verließ die Tenyo Maru Rabaul, lief zwei Tage später in den Huongolf ein und begann am 8. März in Lae mit der Entladung der eingeschifften Truppen. Hier vor Anker liegend wurde das Schiff am 10. März von Sturzkampfbombern des US-amerikanischen Flugzeugträgers Lexington angegriffen. Dabei wurde es um 8:44 Uhr von zwei Bomben getroffen, die neun Besatzungsmitglieder töteten und das Schiff versenkten.
Die Tenyo Maru wurde am 1. April 1942 aus der Flottenliste der Schiffe der Kaiserlichen Japanischen Marine gestrichen.

## Wrack
Das vor Lae liegende Wrack der Tenyo Maru ist in zwei Hälften zerbrochen. Der Bug blieb bis mindestens 1965 über Wasser sichtbar, rutschte aber nach einem Erdbeben unter Wasser. Unter Wasser ist das Schiffswrack intakt und weist nur wenig Korallenbewuchs auf. Der Bug befindet sich in einer Tiefe von 10 Metern und das Heck in einer Tiefe von 40 Metern. Das Schiffswrack zu betauchen, ist nur für erfahrene Taucher zu empfehlen. Das Wrack ist mit Schlamm bedeckt und es ist äußerste Vorsicht geboten, um in das Innere des Schiffes vorzudringen, da Seeminen sichtbar sind.